# Ciliofusospora oenocarpi
Ciliofusospora oenocarpi är en svampart som beskrevs av Bat. & J.L. Bezerra 1963. Ciliofusospora oenocarpi ingår i släktet Ciliofusospora, divisionen sporsäcksvampar och riket svampar.   Inga underarter finns listade i Catalogue of Life.